# DR-Baureihe T 18.10
| DR-Baureihe T 18.10              | DR-Baureihe T 18.10                      | DR-Baureihe T 18.10 |
| -------------------------------- | ---------------------------------------- | ------------------- |
| Parowóz T 18 1002                |                                          |                     |
| oznakowanie:                     | T 18 1001                                | T 18 1002           |
| liczba:                          | 1                                        | 1                   |
| producent:                       | Krupp                                    | Maffei              |
| rok produkcji:                   | 1924                                     | 1926                |
| wycofanie z eksploatacji:        | 1940                                     | 1964                |
| układ osi:                       | 2'C1' h                                  | 2'C1' h             |
| szerokość toru:                  | 1435 mm                                  | 1435 mm             |
| Masa służbowa:                   | 112,4 t                                  | 104,0 t             |
| Masa napędowa:                   | 60,5 t                                   | 60,0 t              |
| Nacisk osi:                      | 20,2 t                                   |                     |
| prędkość maksymalna:             | 110 km/h                                 | 110 km/h            |
| siła pociągowa:                  | 1.471 kW 2.059 kW (wraz z uzupełnieniem) | 1.471 kW            |
| Średnica kół napędnych:          | 1.650 mm                                 | 1.750 mm            |
| Średnica kół tocznych przednich: | 1.000 mm                                 | 850 mm              |
| Średnica kół tocznych tylnych:   | 1.250 mm                                 | 1.206 mm            |
| ciśnienie kotła:                 | 15 at                                    | 22 at               |
| Powierzchnia rusztu:             | 3,10 m²                                  | 3,50 m²             |
| Powierzchnia przegrzewacza       | 66,00 m²                                 | 51,00 m²            |
| Powierzchnia ogrzewalna kotła:   | 155,00 m²                                | 159,70 m²           |
| Tender:                          | 2'2' T 19,5                              | 2'2' T 24           |
| pojemność wody:                  | 19,5 m³                                  | 24,0 m³             |
| prędkość obrotowa:               | 6.800/min                                | 8.800/min           |

Baureihe T 18.10 – parowozy pospieszne Deutsche Reichsbahn napędzane turbiną parową. 
W 1923 oraz 1926 roku skonstruowano parowozy serii T 18.10 dla zbadania możliwości zastosowania turbiny parowej w lokomotywie. Wraz z zastosowaniem turbin spodziewano się poprawy wydajności, a także - wraz ze zmniejszeniem obciążeń dynamicznych - bezpiecznej i spokojnej jazdy parowozu bez niszczenia torowiska.

## T 18 1001
T 18 1001 skonstruowano w 1924 r. w zakładach Kruppa. Parowóz miał nad przednim wózkiem sześć  turbin parowych typu Krupp Zoelly zabudowanych poprzecznie do kierunku jazdy. Napęd był przekazywany na koła za pośrednictwem przekładni zębatej oraz ślepego wału. Do jazdy wstecz lokomotywa miała drugą, mniejszą, trzystopniową turbinę. Podczas jazd doświadczalnych lokomotywa rzeczywiście wykazywała duże oszczędności w porównaniu z konwencjonalnymi parowozami.
Po jazdach testowych lokomotywa została przebudowana: turbina napędowa wsteczna została usunięta i zastąpiona przez przekładnię nawrotną i turbinę manewrową.
Lokomotywa była używana do 1940 roku, kiedy została zniszczona przez zrzucone dwie bomby. Stacjonowała w lokomotywowni Hamm.  
Lokomotywa została wyposażona w tender kondensacyjny 2'2' T 19,5.

## T 18 1002
T 18 1002 została zaprojektowana i zbudowana przez Krauss Maffei w 1926 roku. Skraplacze były zamontowane na obu stronach wraz z turbiną parową promieniową. Przednie i tylne turbiny miały wspólne położenie i napędzały podwójny wał pośredni wraz z tarczami. W przeciwieństwie do pierwszej lokomotywy, druga nie osiągała znaczących oszczędności w spalaniu. Parowóz był używany sporadycznie do 1943 do prowadzenia pociągów ekspresowych, po czym uszkodzony przez bombę został wycofany z eksploatacji. Kocioł lokomotywy parowej został przymocowany do podwozia lokomotywy BR 52 i służył do 1964 roku w zakładach naprawczych w Ingolstadt i Monachium jako system testowy dla zaworów bezpieczeństwa kotła.
Lokomotywa została wyposażona w tender kondensacyjny 2'2 'T 24.